# Regency TR-1

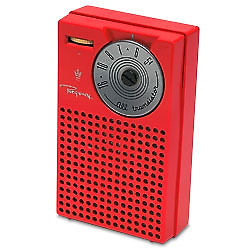
Regency TR-1晶体管收音机

Regency TR-1是第一台商业化的晶体管收音机，由工业发展工程联合公司（Industrial Development Engineering Associates，I.D.E.A）于1954年推出。其销量约为150,000台。在該收音機推出之前，晶体管仅應用于军事或工业領域。Regency TR-1的电路根据德州仪器的图纸进行改进，相對於德州仪器的圖紙設計，Regency TR-1實際上的部件数量有所减少。